# Balão bomba

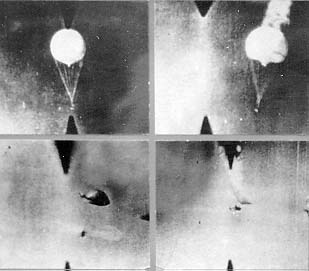
Câmeras mostram balões sendo alvejados perto das Aleutas

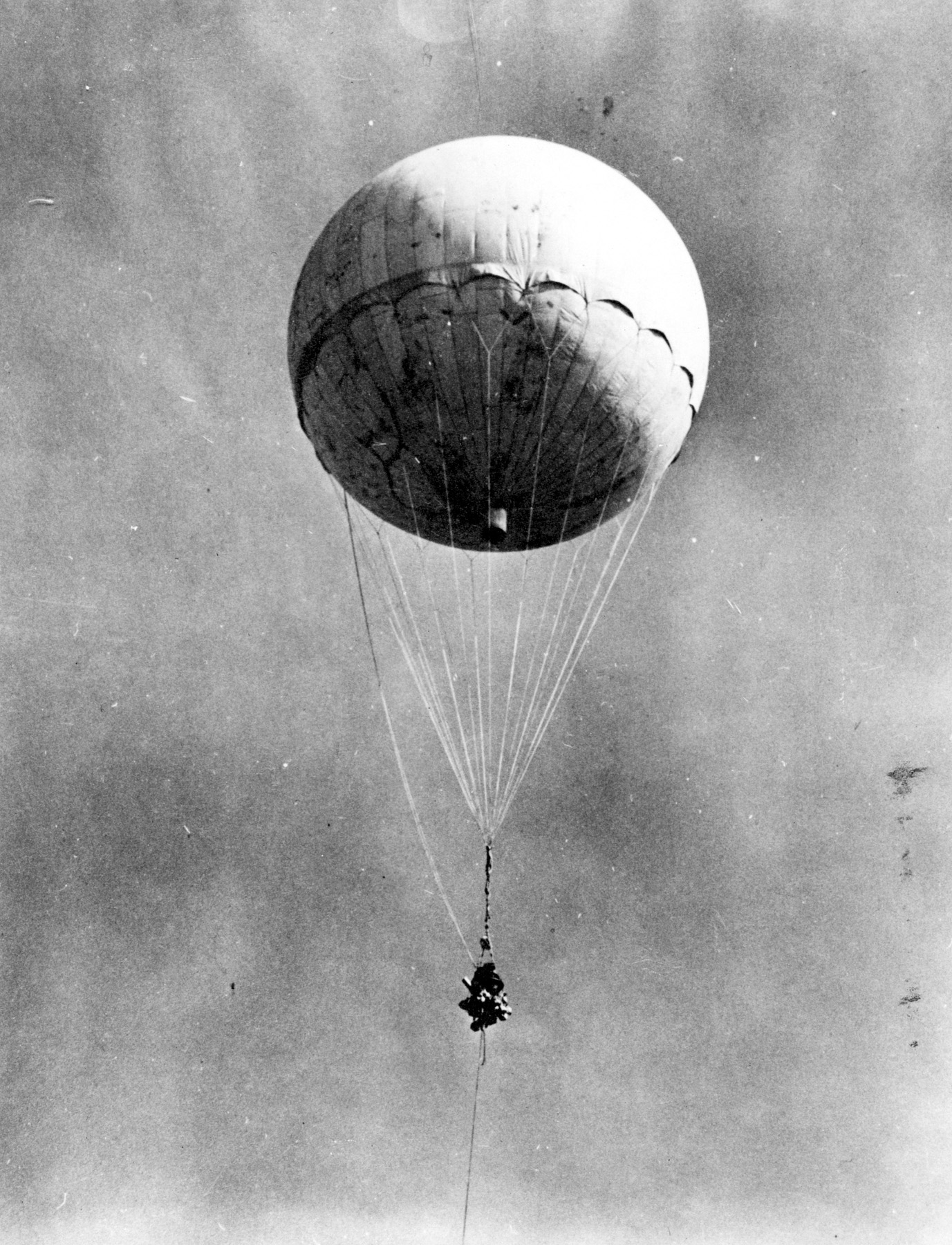
Balão bomba reinflado pelos EUA na Califórnia

Balão bomba ou balão de fogo (japonês 風船爆弾 fūsen bakudan, lit. "bomba levada pelo vento") foram balões de hidrogênio equipados com uma mina antipessoal de 15 kg e dois dispositivos incendiários.
Estima-se que cerca de 9000 desses balões tenham sido lançados pelo Japão durante a Segunda Guerra Mundial, em retaliação ao bombardeamento de Tóquio e Nagoya pelos Estados Unidos (Ataque Doolittle). Os balões eram totalmente ineficazes como armas.
Os balões japoneses que carregavam essas bombas tinham 12,80 m de diâmetro, 548 m³ de volume, detonador de 19,50 m, com tempo de queima de 1h 22 min e, quando completamente cheios, continham aproximadamente 540 m³ de hidrogênio. Os sítios de lançamento localizavam-se na costa leste da ilha japonesa de Honshu. A ideia que parecia ser absurda quase deu certo: alguns balões conseguiram chegar à costa do Alasca, Califórnia, Wyoming, Arizona, no Canadá (Saskatchewan, nos territórios noroestes, e no Yukon) e do Oregon.

## Origens
A campanha dos balões não constituiu a primeira vez que os japoneses atacaram o continente americano. Foi, na verdade, a quarta vez. A campanha fūsen bakudan foi, no entanto, o mais sério dos ataques. O conceito foi uma ideia do "Laboratório técnico de pesquisa do nono exército japonês", sob o comando do General Sueyoshi Kusaba, executado pelo Major técnico Teiji Takada e seus colegas. Os balões foram concebidos de maneira a utilizar uma forte corrente de ar invernal que os japoneses haviam descoberto a altas altitude e velocidade sobre o Japão, que ficou conhecida mais tarde como Jet stream.
O "jet stream" sopra a altitudes acima de 9,15 km (30 000 pés) e pode levar grandes balões através do  oceano Pacífico em três dias, percorrendo uma distância de mais de 8000 km (5000 milhas). Tais balões podiam carregar bombas incendiárias e explosivas aos Estados Unidos e largá-las a fim de matar pessoas, destruir construções ou deflagar incêndios florestais.
Alguns balões bomba chegaram a alcançar o solo americano e explodir, mas o resultado final foi ínfimo e inexpressivo para o resultado final da guerra.
Não se sabe ao certo os resultados produzidos pelos balões japoneses, pois os americanos não noticiaram nos jornais tais balões para que os japoneses pensassem que tais balões não estavam chegando.